# Marcgraviastrum pauciflorum
Marcgraviastrum pauciflorum là một loài thực vật có hoa trong họ Marcgraviaceae. Loài này được de Roon & Bedell mô tả khoa học đầu tiên năm 1997.